# Mårten Johansson Gyllenpatron

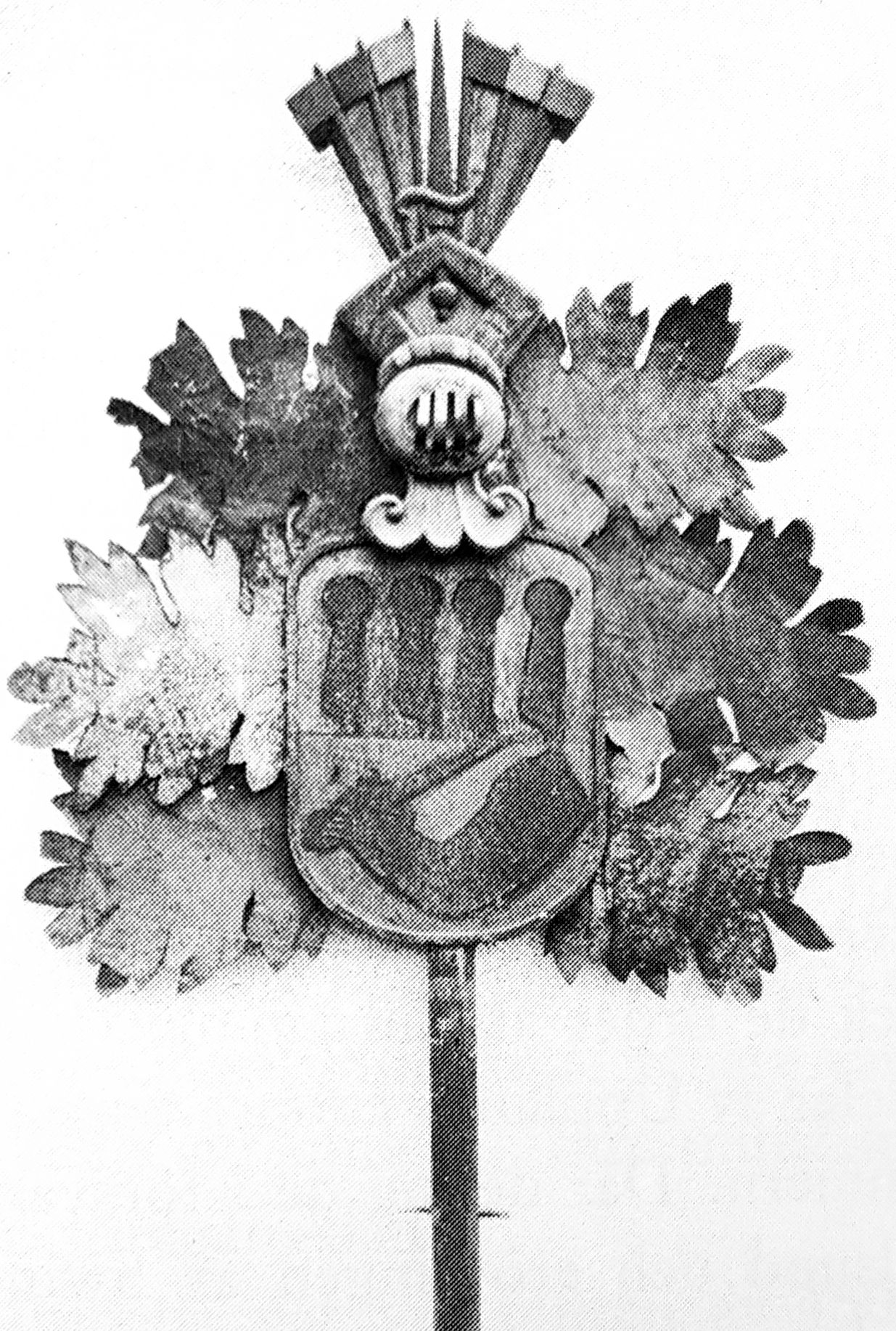
Mårten Johansson Gyllenpatrons epitafium i Kräcklinge kyrka.

Mårten Johansson Gyllenpatron, född 1602 i Stockholm, död 19 januari 1659 i Köpenhamn, var en svensk militär och godsägare.
Han blev kornett på Tuwe Tuwesson Hökeflychts Närkeskompani av Södermanlands ryttare 1629. Då detta kompani överflyttades till Upplands ryttare 1636 kvarstod han i samma befattning fram till 1642 då han befordrades till löjtnant på samma kompani. Eric  Drakenberg förordnade honom till ryttmästare för ett Södermanlandskompani 1648 men bara några månader senare överfördes han åter till sitt tidigare Närkeskompani där han befordrades till major 1658. Han ledde kompaniet när han 1659 stupade utanför Köpenhamn. Som militär medverkade han i trettioåriga kriget 1635–1638 där han enligt krigsdagböckerna var upptagen som krigsfånge 1637 samt 1641–1649. Han medverkade i Karl X:s krig i Polen och Danmark 1656–1659. Mårten Johansson, adlades 1652 med namnet Gyllenpatron, till Stora Väsby och Torp båda i Kräcklinge socken, Örebro län, han introducerades 1654 under nummer 575. Som jordbrukare drev han ett flertal gårdar i Närke. Gyllenpatron blev begraven under sakristiegolvet i Kräcklinge kyrka 1659.
Han var son till fogden över Nyköpings slott Johan Bengtsson samt gift med Maria Andersdotter Häst (död 1677), som var dotter till översten Anders Nilsson Häst. Han var far till Gustaf och Jonas Gyllenpatron.